# Flaperon

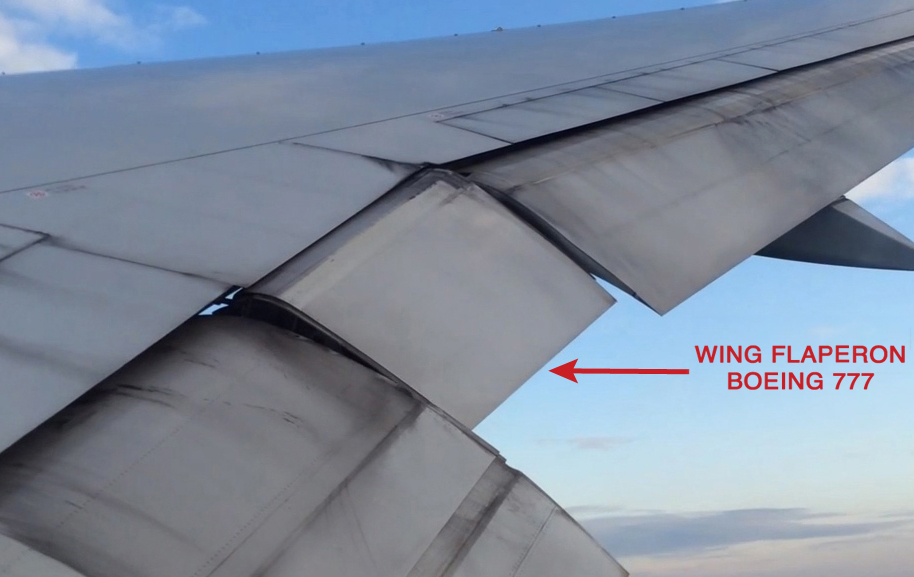
Flaperon d'un Boeing 777.

Un flaperon (une contraction de flap (volets en français) et d'aileron (aileron en français)) sur l'aile d'un aéronef est un type de gouverne qui combine les fonctions des volets et des ailerons. Certains aéronefs ont des flaperons pour des raisons de simplicité de fabrication (il n'y a qu'une seule grande partie mobile au lieu de deux plus petites), les planeurs qui possèdent des volets ont très souvent des flaperons à la place des ailerons pour optimiser la variation de courbure de l'aile sur toute sa longueur, et certains gros avions commerciaux tels que les Boeing 747, 767, 777 et 787 peuvent avoir un flaperon entre les volets et l'aileron.

## Utilisation
En plus de contrôler le roulis ou l'inclinaison d'un avion, comme le font les ailerons conventionnels, les flaperons peuvent également être braqués ensemble pour faire office de volets de courbure. Les objectifs sont alors de réduire la vitesse de décrochage, de la même manière que de volets simples.
Sur un aéronef avec des flaperons, le pilote dispose toujours des commandes séparées standard pour les ailerons et les volets, mais la commande des volets fait également varier la position des flaperons. Un dispositif mécanique appelé « mélangeur » est utilisé pour combiner les actions du pilote sur la commande des ailerons (braquage asymétrique des flaperons) et sur la commande des volets (braquage sysmétrique des flaperons). Bien que l'utilisation de flaperons plutôt que d'ailerons plus des volets sembler être une simplification, une certaine complexité demeure à travers les subtilités du mélangeur.[réf. nécessaire]